# Pteroptrix longiclavata
Pteroptrix longiclavata är en stekelart som först beskrevs av Shafee, Siddiqui och Rizvi 1988.  Pteroptrix longiclavata ingår i släktet Pteroptrix och familjen växtlussteklar. Inga underarter finns listade i Catalogue of Life.